# 마요이가

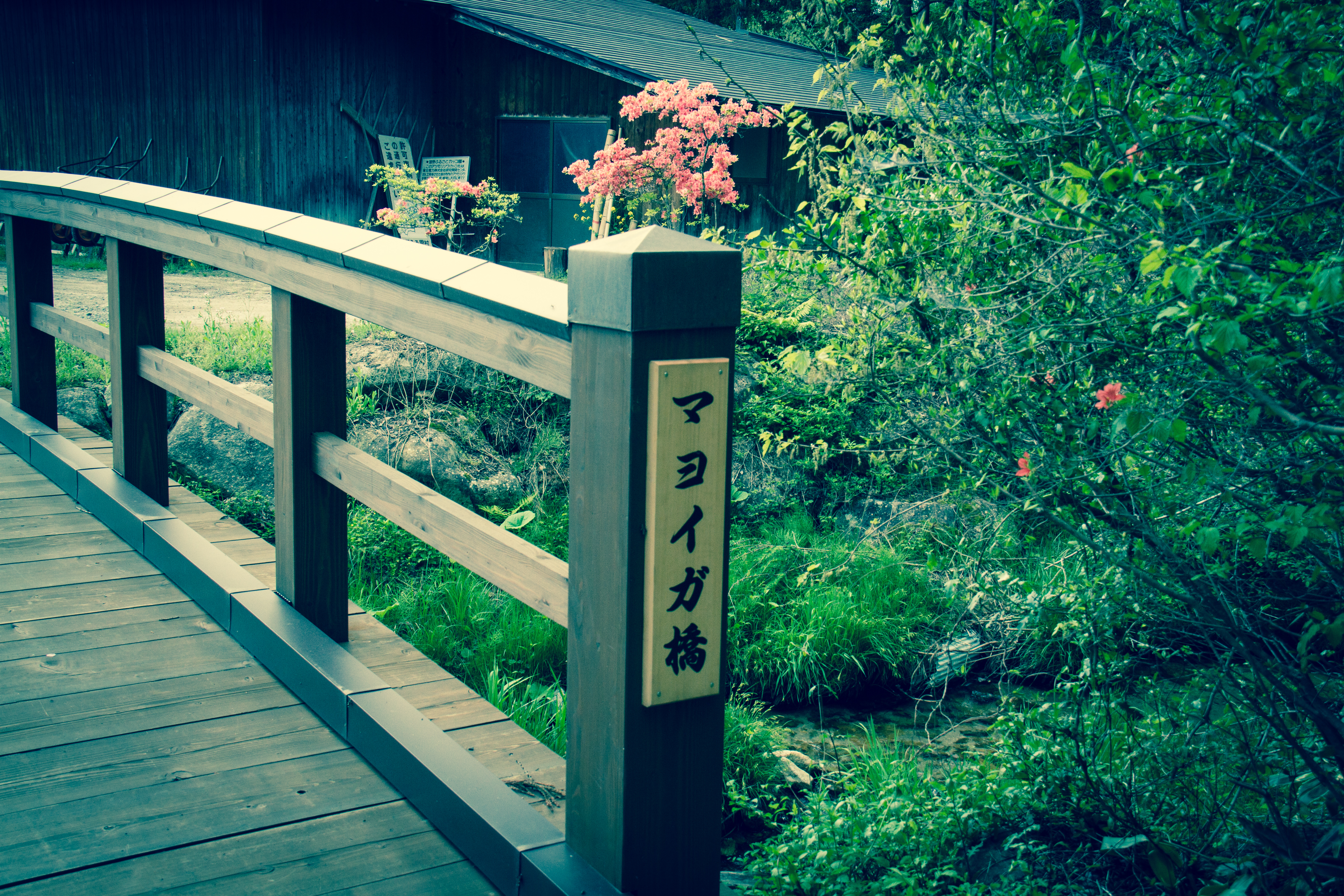
토오노 후루사토촌의 마요이가를 본뜬 "마요이가 숲"의 "마요이가 교".

마요이가(일본어: 迷い家)는 일본 동북지방과 관동지방에 전해지는 산중의 환상의 집의 이름, 혹은 그 집을 찾아낸 사람에 관한 전설의 제목이다. 마요이가를 찾은 사람에게는 복이 온다. 이 전설은 민속학자 야나기타 쿠니오가 이와테현 츠치부치촌(현 토오노시) 출신의 사사키 키젠에게 들은 이야기를 『토오노 모노가타리』(1910년작)의 제3, 4장에서 소개한 것으로 널리 알려지게 되었다.

## 같이 보기
- 마요이가 (애니메이션)